# Frank Stark
Frank Stark (* 1966) ist ein deutscher Spieleautor.
Er wohnt in St. Georgen im Schwarzwald, ist beruflich Erlebnispädagoge in einer REHA-Klinik und arbeitet dort, aber auch in seiner Freizeit als Clown und Zauberkünstler. Er ist verheiratet und erzieht zusammen mit seiner Frau zwei Kinder. Mit der Erfindung von Spielen begann er 1999. Schon bald arbeitete er mit dem Zoch Verlag zusammen und stellte dann auf der Essener Spielemesse das an den Bausack angelehnte Kartenspiel Virus & Co vor. 2004 gelang ihm die Aufnahme in die Empfehlungsliste zum Kinderspiel des Jahres mit dem Spiel Mücke mit Tücke. Unter dem Namen Krokospiel führte er einen Spieleladen und heute seine eigenen Spiele. Seine Spiele werden meist über die Verlage Nürnberger Spielkarten, Heidelberger Spieleverlag und Clemens Gerhards vertrieben. Bis 2008 hat Stark nach eigenen Angaben etwa 60 Spiele veröffentlicht.

## Ludographie
- 1999 Nichts als Ärger
- 2000 Das Isses
- 2000 Bones
- 2001 Noch mehr Ärger
- 2002 Virus & Co
- 2002 Vorsicht Qualle
- 2002 Flotter Falter
- 2002 Jacke wie Hose
- 2003 Affenzahn
- 2003 Monster Parade
- 2003 Mücke mit Tücke (Empfehlungsliste zum Kinderspiel des Jahres 2004)
- 2003 Zoom
- 2004 Samas
- 2004 Trio Trio
- 2004 Zirkus Finito
- 2004 Lamm Bada
- 2004 Wortschwatz
- 2004 Tabuuh
- 2004 Verflixt gemixt
- 2004 Kopf an Kopf
- 2004 Logo Lok
- 2005 Due Conga
- 2005 Kick-it
- 2005 Knabberbande
- 2005 Piks
- 2005 Sioux
- 2005 Soccer
- 2006 GAGA
- 2006 Kariba / Kalak
- 2006 Meta
- 2007 Ärger dich schwarz
- 2007 Der Super Rätselspass
- 2007 Esel Lino
- 2007 Mobbing
- 2007 So ein Eiertanz
- 2008 Fix Mix
- 2008 Goldrausch
- 2008 Kecke Schnecke
- 2008 Klau Mau
- 2009 Moskito Finito
- 2012 Der Heidelbär Wilde Wasser Edition
- 2012 Der Heidelbär Wald und Wiesen Edition
- 2015 Zirkus Leo